# Les Pavillons-sous-Bois (tramway d'Île-de-France)
Les Pavillons-sous-Bois est une gare ferroviaire française de la ligne de Bondy à Aulnay-sous-Bois (dite ligne des Coquetiers), située sur le territoire de la commune des Pavillons-sous-Bois, à la limite de Livry-Gargan et proche du Raincy, dans le département de la Seine-Saint-Denis en région Île-de-France.
C'est une halte qui porte le nom de « Raincy-Pavillons » lorsqu'elle est mise en service en 1875 par la Compagnie du chemin de fer de Bondy à Aulnay.
Cette ancienne gare, réaménagée, est rouverte en 2006 comme halte voyageurs (dite aussi station) de la Société nationale des chemins de fer français (SNCF) desservie par des tram-trains de la ligne 4 du tramway d'Île-de-France.

## Situation ferroviaire
Établie à environ 62 mètres d'altitude, la gare « Les Pavillons-sous-Bois » est située au point kilométrique (PK) 3,0 de la ligne de Bondy à Aulnay-sous-Bois (dite ligne des Coquetiers), entre les gares de Allée de la Tour - Rendez-Vous et de Gargan.

## Histoire

### Halte de Raincy-Pavillons
Une halte est mise en service le 7 août 1875 par la Compagnie du chemin de fer de Bondy à Aulnay, lorsqu'elle ouvre à l'exploitation sa ligne qui permet un lien transversal entre le réseau de la Compagnie des chemins de fer de l'Est à Bondy et celui de la Compagnie des chemins de fer du Nord à Aulnay. C'est l'un des trois arrêts intermédiaires de cette petite ligne à voie unique ; elle est ouverte à la demande de la commune du Raincy. Elle est brièvement appelée « station des Maisons Russes » avant de prendre le nom de « halte de Raincy-Pavillons ».

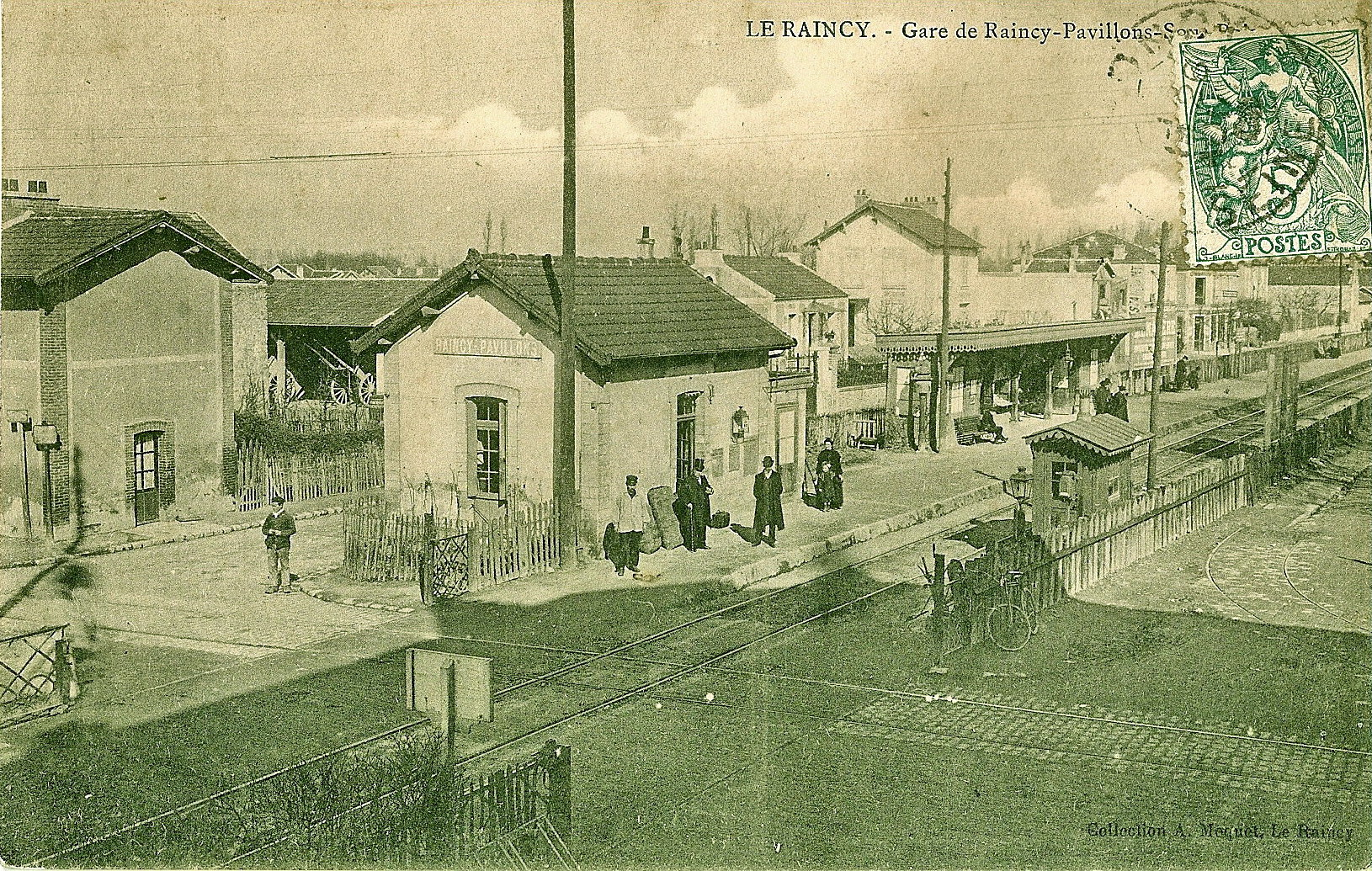
Halte de Raincy-Pavillons vers 1900.

En 1878, la « station de Raincy-Pavillons », à trois kilomètres de la gare de Bondy, est située au lieu-dit « le Village » sur la route de terre de Bondy au Raincy au croisement avec l'avenue qui mène au centre de ce village. Elle dessert les nombreuses villas ou pavillons qui forment le quartier Ouest du Raincy.
En 1884, elle compte 32 311 voyageurs et, vingt ans plus tard, 455 649 voyageurs en 1904.
En 1889, on construit un bâtiment voyageurs et au début des années 1900, la gare comporte un quai avec le bâtiment voyageurs et un grand abri ainsi que, de l'autre côté de la voie unique, un petit édicule (voir photo).
En 1907, lors des études pour le doublement de la voie, la Compagnie de l'Est propose de conserver la halte.

### Deuxième gare
En 1914, à l'issue de la décision de la mise en double voie de la section Bondy-Gargan, par la Compagnie des chemins de fer de l'Est, la première halte est entièrement détruite afin de reconstruire une deuxième gare, et un nouveau bâtiment voyageurs, plus grand, est construit en remplacement de l'ancien ; il sera utilisé comme tel jusqu'à la fermeture provisoire de la ligne en 2003. Promis à la destruction, il sera finalement conservé bien qu'abandonné pendent quelques années avant d'être réutilisé par l'association des Restos du cœur. La gare ferme le 14 décembre 2003, dans le cadre des travaux de reconversion et d'aménagement, pour le tram-train.

### Station du tram-train
Le projet de modernisation de la ligne de Bondy à Aulnay-sous-Bois (dite ligne des Coquetiers) aboutit à la réalisation d'un « Tram-train d'Aulnay à Bondy », premier de ce type en France. La gare est rouverte par la Société nationale des chemins de fer français (SNCF) lors de l'inauguration du tram-train 01 le 18 novembre 2006. La ligne, qui comporte maintenant deux voies, est encadrée par deux quais latéraux disposant chacun d'un abri.
En 2014, selon les estimations de la SNCF, la fréquentation annuelle de la gare est de 1 285 200 voyageurs.

## Service des voyageurs

### Accueil
Halte ou station SNCF, c'est un point d'arrêt non géré (PANG) à accès libre. Elle dispose de deux quais, de 75 mètres de long chacun, pour desservir les voies V1TT et V2TT. Elle est équipée d'un abri sur chacun des quais et d'automates pour l'achat et le compostage de titres de transport. C'est une station accessible « en toute autonomie » par les personnes en fauteuil roulant.

### Desserte
La station des Pavillons-sous-Bois est desservie par des tram-trains des liaisons Bondy - Aulnay-sous-Bois et Bondy - Hôpital de Montfermeil (ligne T4), à raison d'un tram-train toutes les trois minutes aux heures de pointe et toutes les six minutes aux heures creuses.

### Intermodalité
La station est desservie par les lignes 105 (depuis l'arrêt Mairie des Pavillons-sous-Bois) et 146 du réseau de bus RATP et, la nuit, par la ligne N45 du réseau de bus Noctilien.

## Galerie d'illustrations

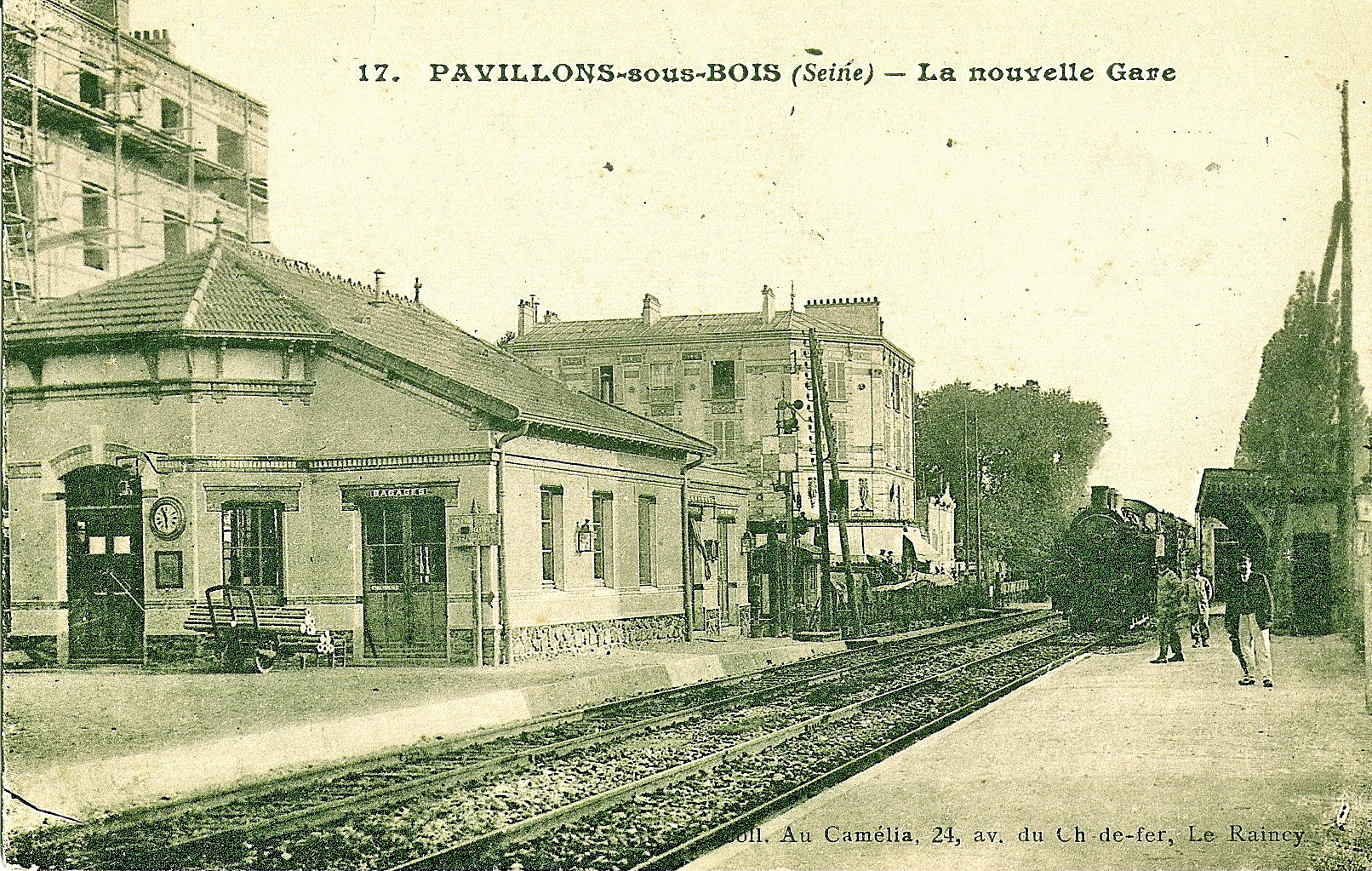
La seconde gare des Pavillons, construite par la Compagnie de l'Est en 1914.
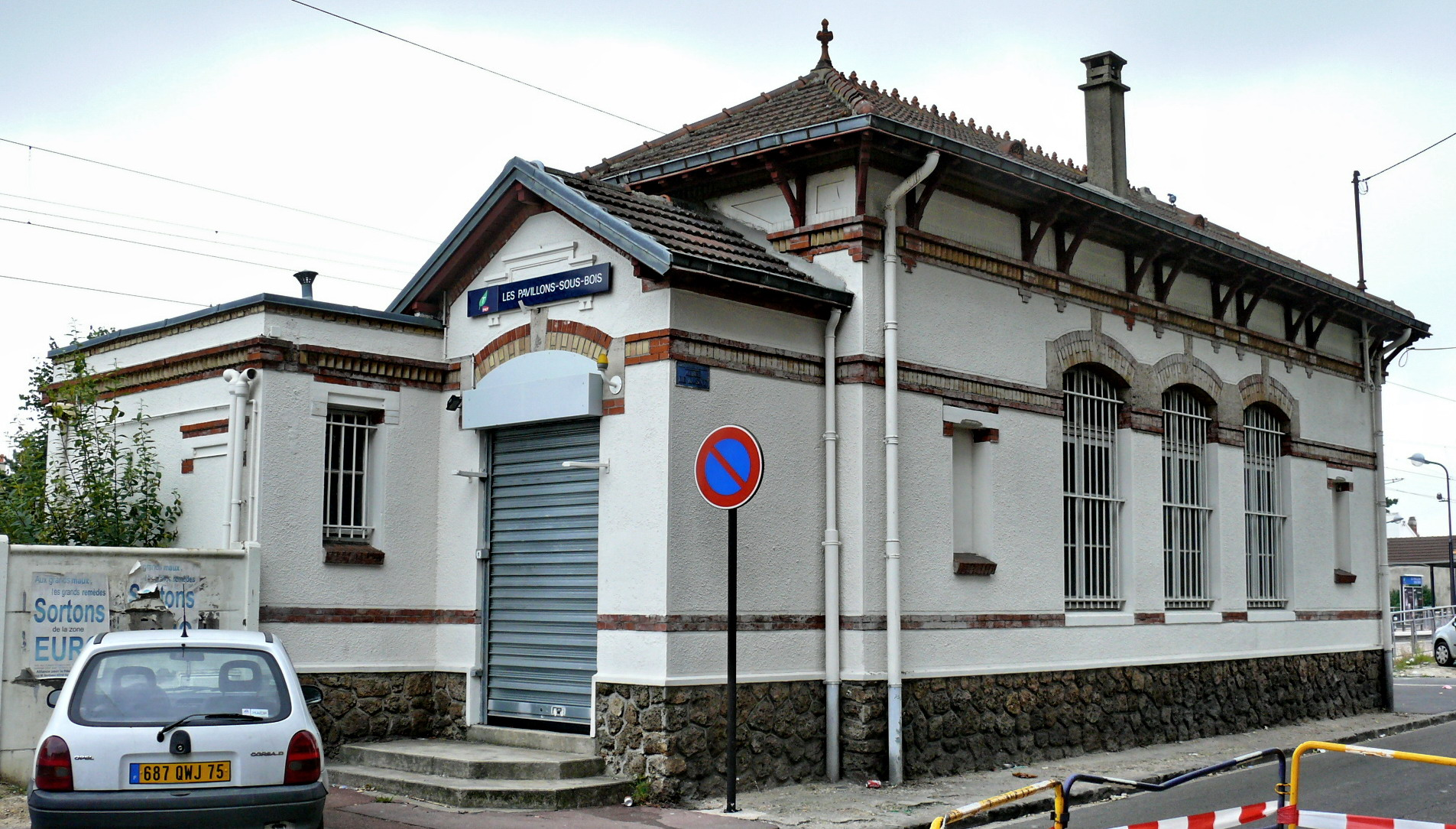
L'ancienne gare de la ligne des Coquetiers est conservée à côté de la station.
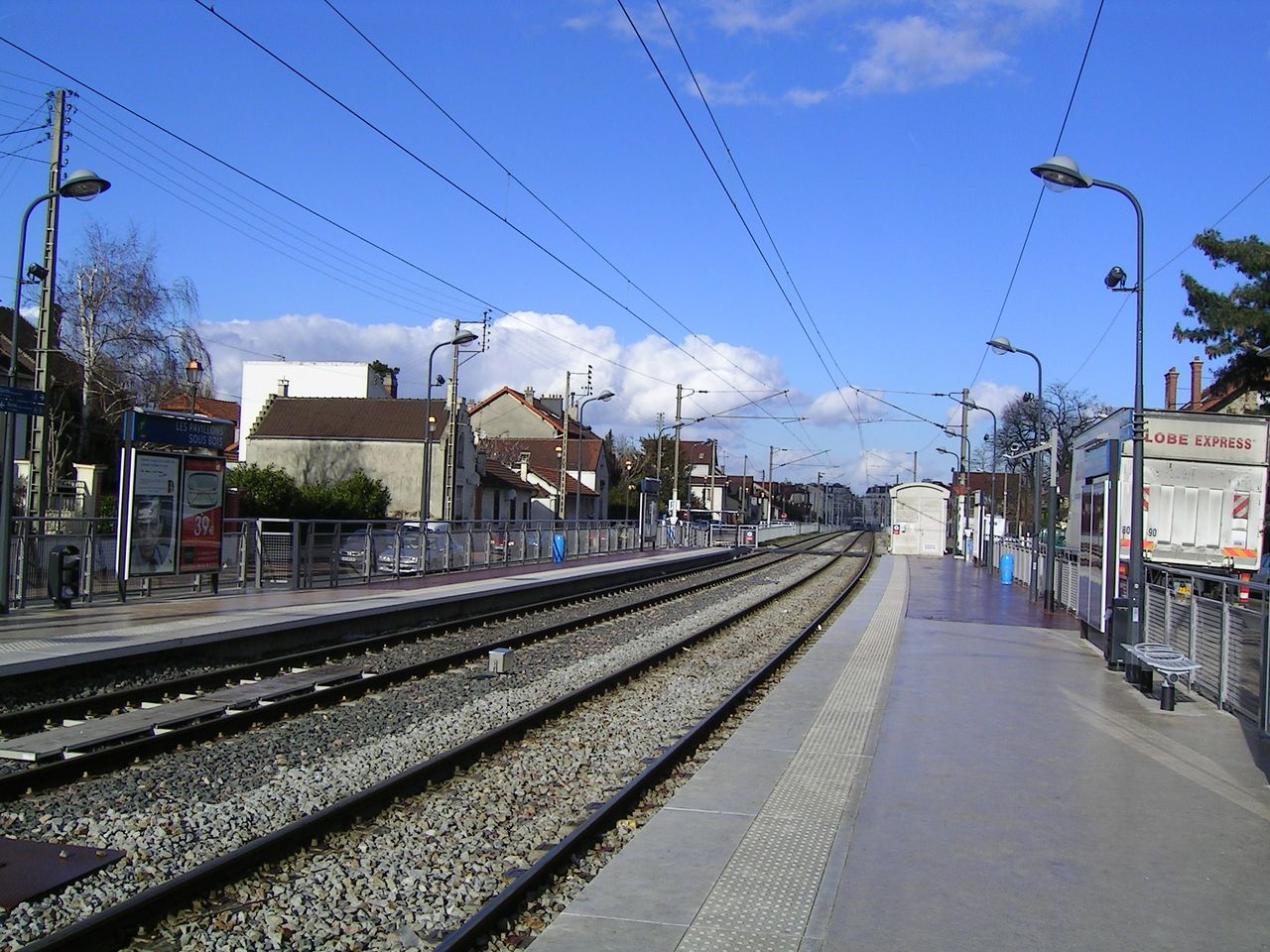
Les installations ferroviaires ont été intégralement reconstruites lors de la transformation de l'ancienne ligne des Coquetiers en ligne de tramway.
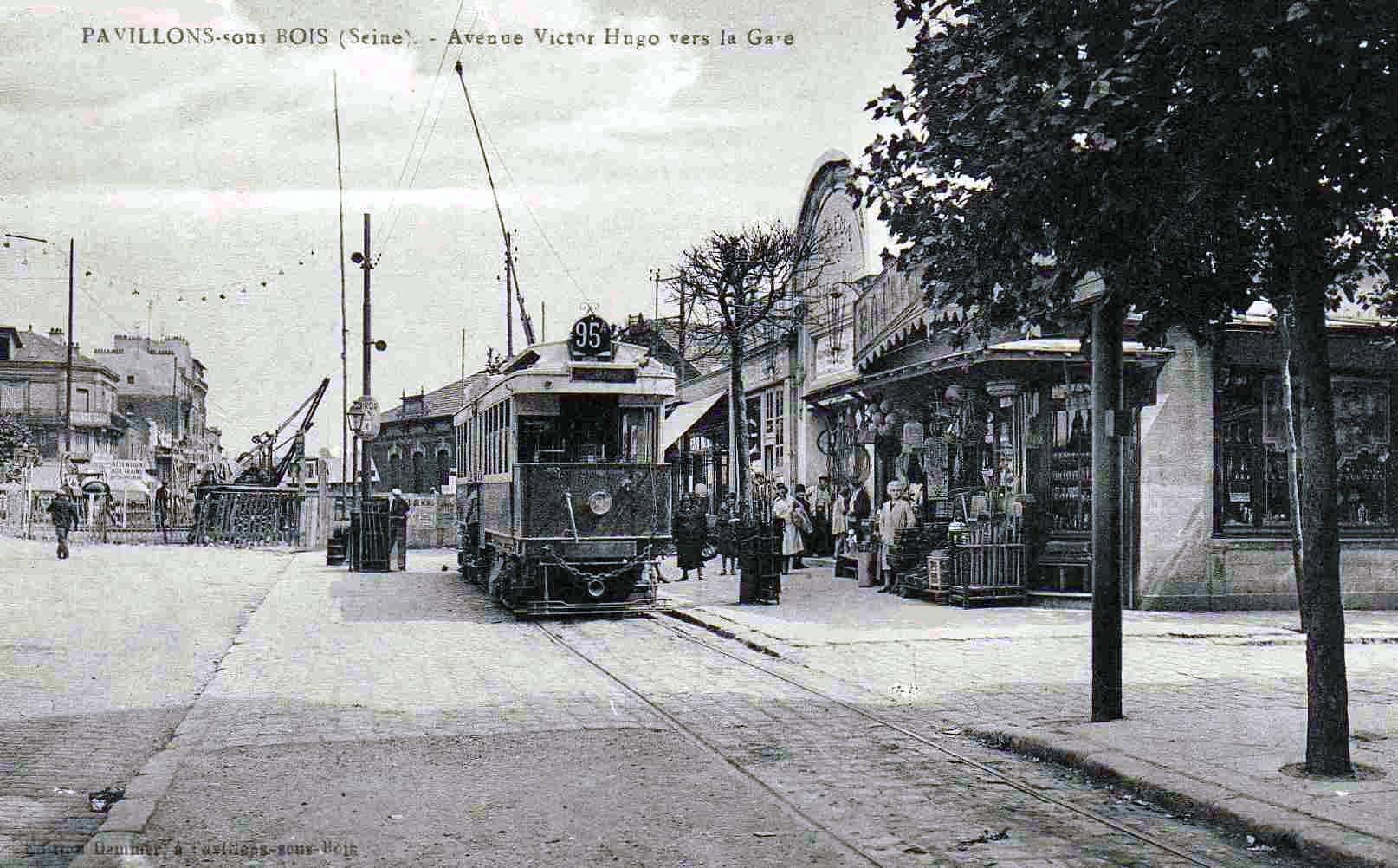
La gare était déjà autrefois un pôle multimodal, puisqu'elle était le terminus de la ligne 95A de la STCRP de Pavillons-sous-Bois à la place de la République à Paris. Ce terminus se trouvait avenue Victor-Hugo.